# Кампі-Салентина
Кампі-Салентина (італ. Campi Salentina, сиц. Campie) — муніципалітет в Італії, у регіоні Апулія, провінція Лечче.
Кампі-Салентина розташоване на відстані близько 500 км на схід від Рима, 130 км на південний схід від Барі, 14 км на захід від Лечче.
Населення — 10 613 осіб (2014).
Щорічний фестиваль відбувається 1 вересня. Покровитель — Sant'Oronzo.

## Демографія
Населення за роками:

Станом на 1 січня 2023 року в муніципалітеті офіційно проживав 241 іноземець з 40 країн, серед них 28 громадян країн Євросоюзу та 1 громадянин України.

## Сусідні муніципалітети
- Челліно-Сан-Марко
- Гуаньяно
- Новолі
- Саліче-Салентино
- Скуїнцано
- Трепуцці
- Вельє